# 王廷璧 (順治進士)
王廷璧，字昆良，河南祥符人。清朝政治人物、進士出身。

## 生平
順治九年（1652年）壬辰科進士，授刑部主事。顺治十四年，担任广东学政。历官陕西凉庄兵备道按察司副使。康熙六年，担任汀州府同知。有《聚远楼诗集》。